# 탈레스 조제 다 시우바
탈레스 조제 다 시우바(브라질 포르투갈어: Tales José da Silva, 1998년 9월 28일 ~ )는 브라질의 축구 선수로 현재 충북 청주에서 왼쪽 윙어, 오른쪽 윙어,  오른쪽 풀백로 이고 K리그 등록명은 탈레스이다.